# Kierkegaard filozófiája

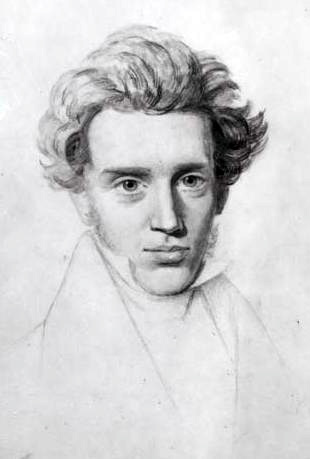
Søren Kierkegaard

Søren Aabye Kierkegaard a 19. század nagy magányos gondolkodója néven is ismert. Részben Viktor Eremita álnéven írt személyes hangvételű irodalmi, világos szemléletű filozófiai és pszichológiai elemzéseket és teológiai írásokat. Keresztény, vallásos nézőpontja, amely saját hitküzdelmeinek a háttere, minden írásában fellelhető. Elemzései az ember létmódjáról a 20. századi egzisztencialista filozófia számára döntő ösztönzést adtak.
Kiekegaard 1841 őszén, Berlinből visszatérve, mindössze tizenegy hónap alatt írta meg Vagy-vagy című, nagy terjedelmű művét. Megjelenésekor a mű címlapján a szerző neve helyett a Viktor Eremita (Győztes Remete) név szerepelt.
A filozófia – írja Kierkegaard – a múlthoz fordul, az átélt világtörténelemhez, mindig csak közvetít és nem ad feleletet a jövőre vonatkozólag. A filozófus a múltat közvetíti és abban él, számára a világtörténelem lezárt. Kierkegaard szerint azonban a múlt helyett a jövőre kell kérdezni.
Azok a szférák, amelyekkel a filozófia foglalkozik, csak a gondolat számára léteznek: a logika, a természet és a történelem. Itt a szükségszerűség uralkodik s ezért benne a közvetítés érvényesül. Ez azonban csak a logika, és a tettel kapcsolatban igaz csak. A történelem azonban szabad.
Kierkegaard szerint a filozófiának semmi köze nincs ahhoz, amit belső cselekvésnek nevezzünk. A filozófia a külső cselekvéseket vizsgálja, de nem mint elszigetelt dolgokat, hanem mint a világtörténelembe beágyazottakat. A filozófia a történelmet a szükségszerűség és nem a szabadság meghatározása mellett szemléli. A történelmi folyamat számára nem létezik vagy-vagy, de a cselekvő individuum számára igen. A filozófia képtelen eljutni a cselekvésig, mert azt követeli, hogy az ember szükségszerűen cselekedjen – Kierkegaard szerint ez ellentmondás.
A legjelentéktelenebb személynek is kettős egzisztenciája van: van történelme, és a belső cselekedet, amit senki el nem vehet tőle. A világban abszolút vagy-vagy működik, és ehhez semmi köze a filozófiának.

## Kierkegaard létstádiumai
Kierkegaard három létstádiumot különböztet meg: esztétikai stádium, etikai stádium és vallási stádium. Az első két stádiumot a Vagy-vagy művében tárgyalja, a harmadikat a Félelem és reszketésben.

### Esztétikai stádium
Az esztétikai stádiumban élő ember számára az élet csupán álarcos játék, az a fontos számára, hogy soha senki ne ismerje meg valódi énjét. Kierkegaard szerint a probléma az, hogy ha valakik túl sokáig becsapnak másokat, akkor igazi lényük végül nem tud kibontakozni. Minden emberben megvan az a valami, ami megakadályozhat abban, hogy átlátszó legyen. Ez azonban olyan erős lehet, hogy szinte nem képes megnyilvánulni; és aki nem tud megnyilvánulni, az nem tud szeretni sem, és aki nem tud szeretni, az mindenki közül a legszerencsétlenebb.
Az ebben a stádiumban élő ember még nem választotta magát; külsőségekben, érzelmekben él. Külsőségekben, érzékiségben és ezekből él a következő jelszó szerint: „az életet élvezni kell”. Kierkegaard példája az esztétikai emberre Don Juan. Kierkegaard szerint abban minden ember egyetért, hogy az életet élvezni kell. De aki azt mondja, hogy élvezni akarja az életet, az mindig olyan feltételeket tételez, ami nincs a hatalmában, nem uralja azt. A vagy-vagy rajta kívül van és állandóan szorongani fog, hogy elvesztheti azt. Ilyen például az olyan ember, aki azt állítja, hogy a szépség a legnagyobb kincs.
Kierkegaard szerint akik azt állítják, hogy élvezni kell az életet,
- ha az individuumon kívül van a feltétel (ilyen például a szerelmes ember),
- ha az individuumon belül (a személyiség mint tehetség: matematikus, kereskedő),

azok mind a kibontakozást keresik.
A fenti két elméletben – írja Kierkegaard – az a közös, hogy minden egy meghatározott dolog körül forog. Élvezd az életet = élj a vágyaidért. A baj ezen életszemléletekkel az, hogy megvalósításukhoz az individuumok a külső feltételek sokaságának birtoklását igénylik, de szerencsére – írja Kierkegaard – ezek nem mindig jutnak az embereknek osztályrészül (például Néró).
Kierkegaard szerint Néró lényege a melankólia volt. Melankolikus pedig csak a saját hibájából lehet az ember. Amikor trónja hatalma, fénye elhalványodik, akkor az élvezetekhez fordul, az egész világnak új gyönyöröket kell találnia számára, mert csak a gyönyör pillanatában talál nyugalmat. A szellem át akar törni, de nem képes erre, mert mindig becsapódik. A harag lángol a lélek felett, és szorongássá lesz. Néró szeme sötét és villámló, senki nem mer belenézni, ezt a tekintetet nevezik császári tekintetnek, ám a császár belső lényege a szorongás. Néró nem birtokolja önmagát, csak akkor nyugodt, ha a világ retteg tőle. A szorongás gyönyörködteti Nérót, ő nem imponálni, hanem rémiszteni akar. Néró néha aggastyán, néha gyerek.
A melankólia – írja Kierkegaard – a szellem hisztériája. Az ember életében eljön a pillanat, amikor a szellem egy magasabb formát követel, amikor önmagát mint szellemet akarja megragadni: a személyiség önmaga tudatára akar ébredni a maga örök érvényességében. Ha ez nem történik meg, akkor a mozgás megáll, és megjelenik a melankólia. A melankolikus ember nem tudja, mi terheli, hogy mi a gondja, de mihelyt ezt megtudja, a melankólia megszűnik. A melankóliát Kierkegaard bűnnek nevezi.
A melankólia felszámolására a szellem képes egyedül, mert a szellemben van. Az okos ember belátja, hogy értelmetlen a vágy kielégítéséért élni, mert az soha nem valósítható meg. Ez a szemlélet azt mondja: élvezd önmagad, az élvezetben önmagadat élvezed.
Minden esztétikai élet kétségbeesés; mindenki, aki az esztétikai élet szerint él, az kétségbeesett.
Aki azt állítja, hogy az élet hiábavalóság, az esztétikailag él. Életszemlélete a kétségbeesés. Hogy a tevékenységeknek legyen értelme, az életnek folytonossággal kell rendelkeznie.

### Etikai stádium
Az ember akkor jut át az esztétikai stádiumból az etikaiba, amikor önmagát választja. Ez a választás azonos a bűnbánattal.
Az etikai embernek minden kilátástalan helyzetben van kiútja: önmaga. „…mert abszolúte önmagamat választottam, és önmagam ezen abszolút választásában áll a szabadságom, és csak amennyiben abszolúte önmagamat választottam, tételeztem abszolút különbséget a jó és a rossz között”.
Amikor megjelenik az emberben az etikai, teljes mértékben megsemmisíti az esztétikait. Aki etikailag él, az ismeri önmagát. Az etikai ember az életet szépsége szerint szemléli, az élet feltétele pedig a pénz.
Az ember a munka révén teheti szabaddá magát, a munka révén nyílik meg a lehetősége uralkodni a természet felett, a munka révén mutatja meg, hogy magasabb rendű a természetnél. Az ember tökéletességének az a kifejezése, hogy dolgozni tud. Aki dolgozik, az felismeri, hogy nem mindent szerezhet meg. Az etikus ember szerint minden embernek meg kell hogy legyen a maga hivatása, amely megbékíti az embert az élettel.
Kierkegaard szerint azonban az ember az etikai stádiumban sem képes a teljes kiteljesedésre: az etikai ember felismeri, hogy nincsen a birtokában sem teste, sem semmi más külső dolog, azonban bűn nehezedik rá.
Nem az a fontos, hogy mit választunk, hanem maga a választás a fontos. Választani fontos, és késni a választással veszélyes, mert ekkorra már eltelt egy darab idő az életből, amit újra kell élni.
Egyetlen abszolút vagy-vagy létezik: a jó és a rossz közötti választás, és ez abszolút etikai választás – írja Kierkegaard. Az nem baj, ha az ember rosszul választ, mert megtudja, hogy a helytelent választotta. Ha pedig az ember olyan helyzetbe kerül, hogy nincs más kiút számára, csak a választás, akkor biztosan a helyeset fogja választani. Aki esztétikailag él, az nem választ.

### A vallási stádium
Kierkegaard a vallási stádiumba való átmenetet a „Félelem és reszketés” c. művében fejti ki. A vallási stádiumba való átlépést a bibliai Ábrahám történetén keresztül mutatja be. A vallási stádium magasabb rendű, mint az etikai, a hit az ész számára megközelíthetetlen paradoxon, ami az etikai értelemben vett gyilkosságot is szentesítheti és Istennek tetsző cselekedetté teheti.
Isten próbára tette Ábrahámot azzal, hogy egyetlen fia, Izsák feláldozását kérte tőle. A hit adott erőt Ábrahámnak: hitt és nem csalódott, mert a hit, az erkölcsnél magasabb rendű.
Akinek erős a hite, az mindent megkaphat, nemcsak a túlvilágon, hanem a földön is. A hit stádiumához való eljutás elkerülhetetlen lépcsőfoka a „végtelen rezignáció” állapota. Ahhoz, hogy abszolút módon hinni tudjunk, mindenekelőtt azt kell belátni, hogy a külső (valóságos) életben minden törekvésünk elbukik a körülmények hatalmán, a hétköznapi életben semmi sem valósítható meg. Ez a belátás, minden külső lehetőségről való lemondás a „végtelen rezignáció” állapota, ami a rezignáció határain belül van, tehát még nem paradoxon. Amikor az ember eddig eljut, belátja, hogy a külső világban semmi sem lehetséges, akkor tud igazából magába fordulni és felismeri, hogy a vágyat befele kell fordítani. Hinni kell, hogy a külsőleg megvalósíthatatlan megvalósuljon a belsőben. Ez a befele fordulás jelenti a "végtelen rezignációból a vallási stádiumba való átbillenést.
Az etikai stádium az általánost fejezi ki, normái mindenkire érvényesek, a vallási stádium az egyes stádiuma, nincsenek általános érvényű normái. Ebben a stádiumban az egyén öntörvényűen cselekedhet. Ábrahám abban különbözik a történelem tragikus hőseitől, hogy ők a legtragikusabb esetekben is az erkölcs normái szerint cselekedtek. Ő azonban nem mérhető erkölcsi mércével, nem tragikus hős, hanem a "hit lovagja".

## A szorongás
Kierkegaard szerint az ember élete egymástól teljesen független transzcendens pillanatok sorozata: "Az egyéni élet története állapotról állapotra való mozgásban halad. Minden állapotot ugrás hoz létre." Az ugrás kategóriáját az áteredő bűnre vezeti vissza. A bűntelen, „az ártatlan” állapot kitüntető sajátossága egyfelől, hogy a szellem, a ráció ekkor még szunnyad az emberben, másfelől már ebben az állapotban is ott van a semmi, amelyből a szorongás ered. Az emberi létezés alapminősége a szabadság első megnyilvánulása a szorongás „teljesen különbözik a félelemtől és más hasonló fogalmaktól, melyek valamilyen meghatározott dologra vonatkoznak, ezzel szemben a szorongás a szabadság valósága, lehetőség a lehetőségre.” A szorongás, a semmi, a szabadság és a kvalitatív ugrás összefüggését Ádám bűnbeesése szemléltei, aki eredetileg a semmitől, majd ebben a szabadság lehetőségét ébresztő isteni tiltástól szorongott, s e szorongásból „hirtelenül”, ugrásszerűen tört föl a bűn: evett a „jó és a gonosz tudás” fájának gyümölcséből, megízlelte a szabadságot, ami újabb szorongás forrása lett benne. Az ember, ha beletekint szabadságába, megszédül attól: „a szabadság ugyanis végtelen s a semmiből fakad.”

## Erkölcs és vallás viszonya
Kierkegaard szerint az erkölcs és a vallás ellentétben áll egymással. Példaként – a Félelem és reszketés című művében – Ábrahám történetét említi. Ábrahámnak Isten megparancsolta, hogy áldozza fel egyetlen gyermekét, Izsákot. Ábrahámnak meg kellett tennie, amit Isten parancsolt neki, hogy bizonyítsa szeretetét. Kierkegaard a következőket mondta erről: Itt „etikumról erkölcsi értelemben nem lehet szó... próba, kísértés – mit jelentsen ez? Mert ami egyébként valakit megkísért, az nem más, mint ami visszatartani igyekszik kötelessége teljesítésétől; ám itt maga az etikum a kísértés, ez akarja visszatartani Isten akaratának teljesítésétől. Mi tehát a kötelesség? A kötelesség éppen Isten akaratának a kifejezése.” Ebben az összefüggésben beszél Kierkegaard „az etika teleológiai (célelvű) felfüggesztéséről”.